# Кольдо
Хесу́с Луи́с А́льварес де Эула́те Гуэ́рге (исп. Jesús Luis Álvarez de Eulate Güergue; 4 сентября 1970, Витория-Гастейс, Алава, Испания), более известный как Ко́льдо (баск. Koldo) — андоррский футболист баскского происхождения, вратарь. Ныне тренер национальной сборной Андорры. Кольдо являлся многолетним основным вратарём сборной Андорры, за которую сыграл 78 матчей.
Был признан Футбольной федерацией Андорры в 2003 году лучшим игроком своей страны за последние 50 лет. Кольдо является легендой андоррского футбола.

## Биография
Хесус Луис Альварес де Эулате родился 4 сентября 1970 года в Испании, в автономной области Страна Басков, городе Витория-Гастейс. Своему прозвищу «Кольдо» он обязан своему баскскому происхождению, так как это баскский эквивалент испанского имени Луис.

### Клубная карьера
В 1989 году начал играть за команду «Ауррера Витория» из своего родного города. В девятнадцать лет попал в «Атлетико Мадрид», где был запасным вратарём. В составе команды завоевал Кубок Испании 1991, хотя в финале остался в запасе, а основным голкипером был Анхель Мехиас. За «Атлетико» Кольдо так и не сыграл.
Спустя некоторое время он перешёл в «Толедо», который выступал в третьем по силе дивизионе Испании. В сезоне 1993/94, выступая в составе «Саламанки», стал победителем Сегунды Дивизиона B, а клуб вышел во Второй дивизион Испании.
В 1994 году перешёл в клуб «Андорра», который базируется в столице Андорры. В команде он оказался по приглашению своего земляка Пейо Бенгоэчеа, который был главным тренером клуба, с которым Кольдо пересекался в «Ауррере». Андорра являлась лучшей командой одноимённой страны, но выступала в низших лигах Испании. В «Андорре» он совмещал игру в клубе с работой на должности тренера юношеских и молодёжных сборных Андорры (до 17, до 19 и до 21 года). Команду покинул в 2006 году, проведя в её составе 12 сезонов.
В сезоне 2006/07 он выступал за «Балагер» из одноимённого города и провёл за него 10 игр. Затем вновь вернулся в «Андорру», где и завершил карьеру в 2009 году.

### Карьера в сборной
Национальная сборная Андорры появилась в 1996 году и вскоре после этого Кольдо предложили играть за эту команду. Правила натурализации в Андорре очень жёсткие: для получения гражданства в общем порядке в стране необходимо прожить 20 лет. Однако женитьба на гражданке Андорры позволила Кольдо в упрощённом порядке получить подданство княжества и, соответственно, дала возможность выступать за сборную страны.
В 1998 году в сборную его впервые вызывает главный тренер команды Маноэл Милуир. В составе команды он дебютировал 3 июня 1998 года в товарищеском матче против Бразилии (0:3). Кольдо стал третьим голкипером в истории, защищавшим ворота сборной Андорры, после Альфонсо Санчеса и Жозепа Серрано.
В ноябре 2003 года Футбольная федерация Андорры назвала Кольдо лучшим игроком своей страны за последние 50 лет. Сам Кольдо об этом говорил: «Любой голкипер, выступающий за сборную Андорры, имеет отличные шансы заявить о себе — работы в каждом матче очень много».
В отборочных играх на чемпионат Европы 2004 Андорра пропускала не более 3 голов за матч, что является хорошим результатом для сборной. И в этом большая заслуга Кольдо. В рамках квалификации к чемпионату мира 2006, Андорра набрала 5 очков, что является лучшим результатом в отборах для страны. Тогда сборная обыграла Македонию (1:0) и дважды сыграла вничью с Македонией (0:0) и Финляндией (0:0).
В квалификации на чемпионат Европы 2008 Кольдо сыграл во всех 12 играх и получил 2 жёлтые карточки. В последнем, домашнем матче с Россией (0:1), Кольдо в дополнительное время первого тайма отразил пенальти Дениса Колодина.
10 июня 2009 года он провёл последний матч за сборную в качестве капитана в рамках отбора на чемпионат мира 2010 против Англии на «Уэмбли». Игра закончилась поражением Андорры со счётом 6:0. В этой встрече Кольдо отразил 17 ударов и не позволил англичанам выиграть крупнее. На 79 минуте главный тренер сборной Давид Родриго заменил его на резервного вратаря Жозепа Гомеса. Стадион стоя аплодировал уходящему с поля и завершающему международную карьеру вратарю.
Всего за сборную карликового государства и одной из самых слабых сборных мира он провёл 78 матчей, в которых пропустил 209 голов став по этому показателю одним из самых пропускающих вратарей в Европе. Кольдо выступал за Андорру на протяжении 11 лет и являлся основным вратарём команды в этот период, поэтому он — легенда андоррского футбола.

### Тренерская карьера
В 2007 году возглавил юношескую сборную Андорры до 19 лет, руководя командой в 6 матчах. 28 марта 2009 года являлся главным тренером молодёжной сборной Андорры в игре на отборочного турнира чемпионата Европы среди молодёжных команд 2011 против Румынии. Встреча закончилась победой румын (2:0).
В феврале 2010 года возглавил национальную сборную Андорры, сменив на этом посту Давида Родриго, который руководил командой с 1999 года. Став одним из самых молодых тренеров среди европейских сборных.
В отборочном турнире к чемпионату Европы-2012 Андорра забила всего 1 гол (на счету Кристиана Мартинеса), а пропустила 25 мячей (основным вратарём стал Жозеп Гомес), что является неплохим результатом для сборной карликового государства. 30 мая 2012 года команда впервые под его руководством не проиграла, сыграв в товарищеской игре на стадионе «Шпортпарк Кельстербах» против Азербайджана с ничейным счётом (0:0). 14 августа 2013 года Андорра сыграла вничью против сборной Молдовы, игра закончилась со счётом (1:1). В квалификации на чемпионат мира 2014 Андорра в своей группе заняла последнее 6 место, не забив ни одного гола и пропустив 30 мячей в свои ворота.

## Личная жизнь
Играя за клуб «Андорра» он познакомился с Патрисией Мольне, известной в стране телеведущей национального телеканала RTVA. Через некоторое время пара сыграла свадьбу. У супругов двое детей: сын Икер и дочь Ная. Основная профессия — работа в банке. Ранее Кольдо работал в страховой компании, но из-за супруги перешёл на работу в банк, собственником которого является её отец.

## Достижения
- Обладатель Кубка Испании (1): 1990/91
- Победитель чемпионат Испании (Сегунды B) (1): 1993/94